# SKS卡賓槍
SKS卡賓槍（羅馬化：Samozaryadny karabin Simonova，直译：「西蒙諾夫自動裝填卡賓槍」）是一款由蘇聯槍械設計師謝爾蓋·加夫里洛維奇·西蒙諾夫設計的半自動卡賓槍。
SKS曾為蘇聯紅軍的制式標準步兵武器，但僅極短暫列裝前線部隊後旋即被AK-47突擊步槍取代；然而其後它仍然在部份國家的非前線部隊（如民兵）或準軍事部隊中服務了幾十年。直到今日，SKS及其衍生型或仿製型仍然是俄羅斯、中華人民共和國和多個前蘇聯繼承國的儀仗隊使用的步槍。同時SKS亦曾被蘇聯廣泛出口到許多華沙公約及東方集團國家，更獲其中部份國家大量仿製，包括中華人民共和國的56式半自動步槍、東德的S型卡賓槍（Karabiner S）以及北韓的63式。由於SKS目前已經被大部份國家的軍隊淘汰而大量的作為盈餘物資廉價出售，加上7.62×39毫米彈藥也很普及和很便宜，它目前在許多國家的民用步槍市場中很受歡迎。

## 技術規格

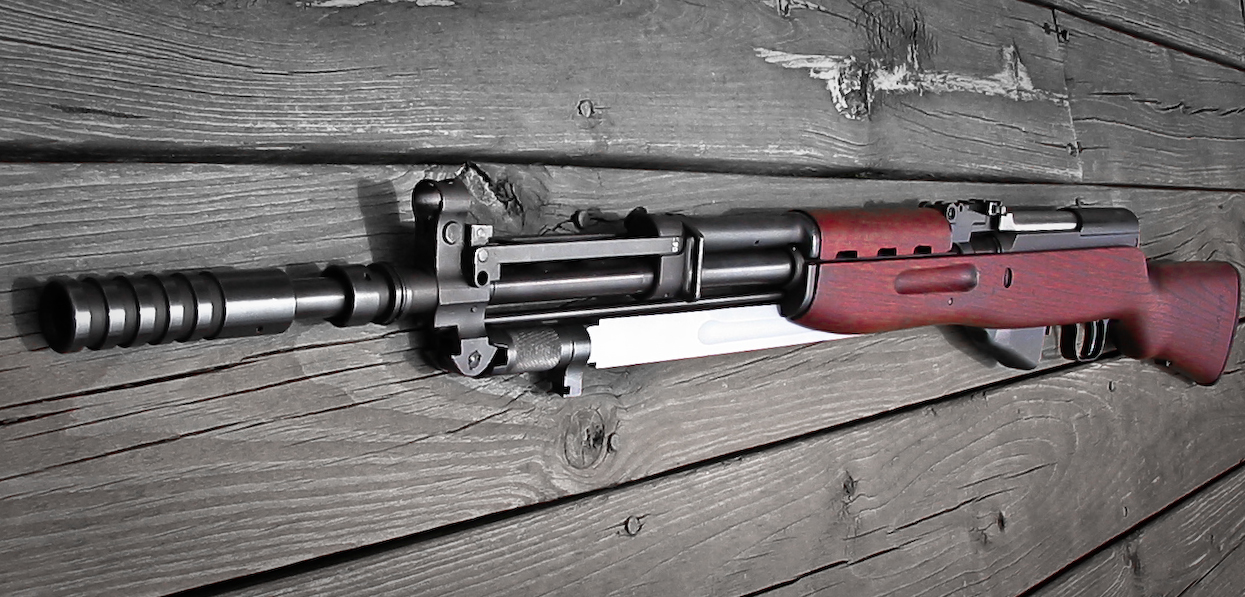
南斯拉夫製造的M59/66，能夠在槍管上插上槍榴彈直接發射。

SKS半自動步槍的佈局與傳統卡賓槍無異，均使用木製槍托和沒有手槍握把。大多數版本都在槍管下配有一把可折疊的刺刀。南斯拉夫製造的M59/66能夠像FN FAL、HK G3、FAMAS、L85，以及CETME等步槍一樣，在槍管上插上北大西洋公约组织標準的22毫米槍榴彈，關蔽半自動瓦斯閥門後可直接以空包彈發射槍榴彈。
正如美國的M1卡賓枪比M1加蘭德步枪短以及火力較弱的情況一樣，蘇聯的SKS卡賓槍也比SVT-40半自動步槍來得短以及火力較弱。SKS是一種卡賓槍而非現代化的突擊步槍，因為它不符合突擊步槍的規格。SKS半自動步槍既缺乏全自動射擊能力，又沒有可拆卸的彈匣。儘管更多的SKS已被改裝至以各種方式來對應可拆卸彈匣，SKS的基本設計僅能夠半自動射擊，也只有固定彈倉。該槍的固定彈倉可以從容納10發子彈的橋夾由機匣上方壓入裝填。其彈倉亦可以由位於扳機護弓前的卡榫打開，以方便使用者回收未發射的子彈。

## 設計

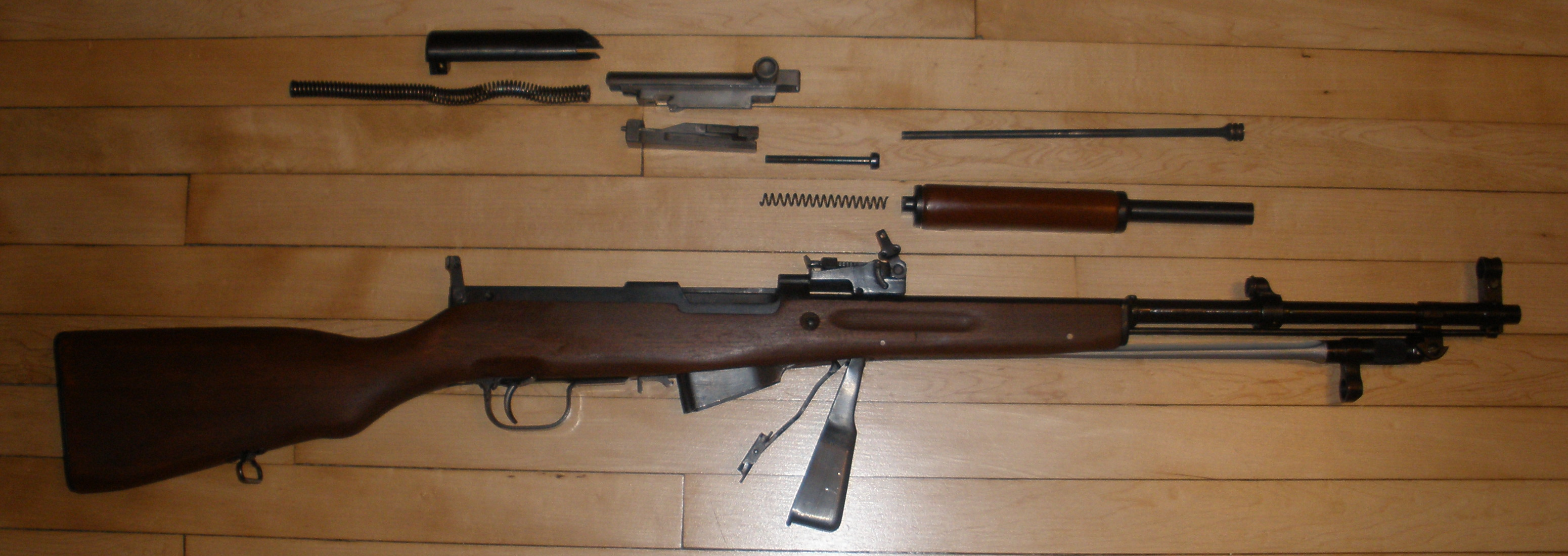
56式半自動步枪大部分解

原裝出廠的SKS都是半自動步槍，且具有固定內部彈倉。使用者需透過把子彈逐一從機匣上方壓入彈倉裝填，亦可以容納10發子彈的橋夾一次性壓入完成裝填。SKS採用短行程活塞導氣原理及傾斜式槍栓方式運作。它透過子彈發射藥產生的氣體壓力推動活塞桿和一個有彈簧的操作桿，進而推動槍栓退殼，再由覆進簧推動槍栓上膛。部份SKS半自動步槍已被改裝至能夠使用AK的可拆卸彈匣供彈，但並不是很成功（本身設計為使用固定彈倉的軍用步槍經常在改裝至使用可拆式彈匣時都時常會出現卡彈的問題，SKS半自動步槍也不例外）。中國北方工業公司曾經生產過“SKS-M”，“SKS－D”和“MC-5D”等能夠順利使用AKM彈匣（但若要對應彈鼓，使用者必須對木製槍托進行額外加工）的衍生型。另外，SKS的槍管比AK系列步槍長，子彈初速也稍高。
除了蘇聯生產的早期型號在撞針上裝有彈簧，大多數的SKS在槍栓中的撞針並無安裝彈簧，而是自由浮動的。由於運用了這種設計，使用者必須特別注意槍栓的清潔（尤其是在長期儲存後），以確保撞針不沾在槍栓的前緣。當SKS的撞針沾在槍栓前緣時會導致其在第一發子彈上膛後意外地全自動發射。雖然這種現象並不太可能出現在特別為SKS設計的軍規彈藥，但如同任何其他步槍的使用者一樣，SKS的使用者也應當妥善清潔和保養其槍枝。對槍械收藏家來說，由於SKS的槍栓上仍然有殘餘的防腐油嵌入其中，導致全自動發射的情況更有可能發生。SKS的撞針形狀為三角形的橫截面，若使用者不慎上下顛倒地安裝也可能會導致全自動發射。裝有彈簧的撞針在北美的民間市場有售，以其替換掉自由浮動式撞針能夠有效提高可靠性，同時減低全自動發射的機會。

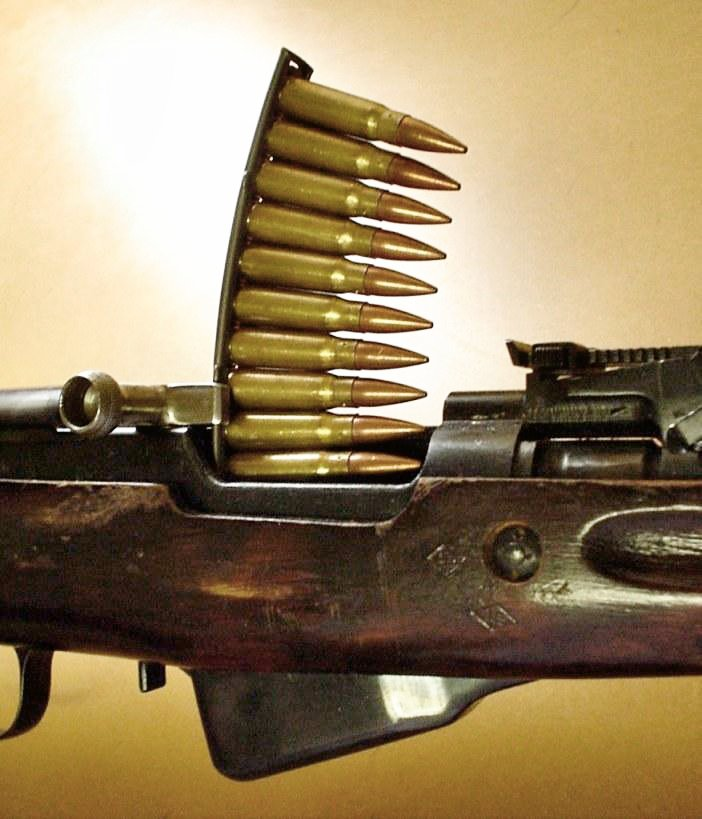
SKS半自動步槍的彈倉由容納10發子彈的橋夾由機匣上方裝填

大多數SKS衍生型（前南斯拉夫的SKS衍生型是最明顯的例外）的槍管內都有鍍鉻，以減少被子彈磨損和提高連續射擊時的耐熱度，並可在使用氯酸鹽底火的腐蝕性彈藥時達到抗腐蝕的效果，同時也方便使用者清潔槍管。
所有軍用的SKS在槍管下都配有折疊式刺刀。該刺刀可以通過鉸鏈折疊，鉸鏈上則設有彈簧以固定刺刀伸展和折疊（有些刺刀是可移除的，而有些則是固定在槍上）。SKS的刺刀種類包括：單刃刺刀、雙刃刺刀，以及刺針型刺刀。使用者可以在不需任何工具下輕鬆地完成SKS的大部分解與重組。該步槍的清潔工具包存放在槍托的暗門內。其通槍條與AK同一樣式，均固定在槍管下方。與其他的蘇聯時代槍械一樣，多數人認為SKS半自動步槍以犧牲一些精準度作為代價，換取了高耐用性、高可靠性、易於維護、易於使用，以及製造成本低廉等優點。

## 歷史
第二次世界大戰期間，許多國家意識到當時的軍用步槍（如莫辛-納甘步槍）過長和過於沉重，而且發射威力過強的全尺寸步槍子彈。使用這些子彈，如德國7.92×57毫米毛瑟、英國.303不列顛，美國.30-06春田和蘇聯7.62×54毫米R等雖能夠讓步槍的有效射程達1公里（1,100碼），然而在戰爭中得出的結論是：大多數發生的交火距離都介乎100米（110碼）到300米（330碼）之間，故使用大威力子彈不但造成了浪費，也會造成武器後座力過大，以致準度和穩定性大幅下降，反而限制了武器的作戰效能。為此，德國人在二戰期間開始研發減少裝藥量的中間型威力槍彈，得到的成果為7.92×33毫米子彈，德軍並開始少量裝備發射該彈藥的Mkb 42（機關卡賓槍），後來發展成MP43／44衝鋒槍，最後再由希特勒親自命名為“44型突擊步槍”（Sturmgewehr 44），從此確立了突擊步槍的概念。
蘇聯政府也在1943年核准了研製中間型威力槍彈和適用該彈藥的步槍，結果他們研製出以7.62×54毫米R彈縮短而成的7.62×39毫米子彈和SKS半自動步槍。1945年初，蘇聯紅軍把一小批SKS半自動步槍投放到戰場進行實戰測試。
SKS是由蘇聯槍械設計師謝爾蓋·加夫里洛維奇·西蒙諾夫（Sergei Gavrilovich Simonov）所設計的一種半自動步槍，目的是用以取代服役近半個世紀的莫辛-納甘步槍。二次大戰期間，西蒙諾夫在圖拉兵工廠工作，研製出14.5×114毫米口徑的PTRS-41反坦克步槍，隨後他將該槍的內部結構縮小，先後製成了7.62×54毫米口徑的SKS41與7.62×39毫米口徑的SKS45。
中華人民共和國於1956年開始透過蘇聯的技術支援生產SKS，他們把仿製品稱為“56式半自動步枪”。此外，德意志民主共和國、南斯拉夫社會主義聯邦共和國、阿爾巴尼亞社會主義人民共和國、波蘭人民共和國、羅馬尼亞社會主義共和國、朝鮮民主主義人民共和國，以及越南社會主義共和國等國家均有仿造或特許生產SKS。

## 型號
- 蘇聯—SKS41
- 蘇聯—SKS45
- 中華人民共和國—56式半自動步枪
- 德意志民主共和國—Karabiner-S（S型卡賓槍）
- 南斯拉夫社會主義聯邦共和國—PAP M59、M59/66
- 阿爾巴尼亞—「July 10th」（7月10日步槍）
- 波蘭—SKS
- 羅馬尼亞—SKS
- 朝鮮民主主義人民共和國—63式步槍[2]
- 越南—1式步槍

## 民间
由于SKS在北美市場售价低廉且性能可靠，因而受到欢迎。

### 可拆卸弹匣改装
部份美国人不能接受一种中等威力步枪只能用10发且固定的弹仓，所以制造了可以替换固定弹仓的可拆式弹匣。但即使如此，SKS半自动步枪仍然要使用特殊的（只可在SKS上使用的）弹匣，于是有些廠商研制了弹匣前方填补器。因为SKS原本的结构是一个弹仓前面利用一个长方形突起用来卡在枪上，所以需要一个弹匣前方填补器来改装。此部件的作用是填补弹匣前的空缺，所以经此改装过的SKS可以使用AK弹匣。

#### 使用AK弹匣亦须要改装
AK的弹匣宽度与SKS的有些微不同，所以要把SKS的枪机削窄以便从AK弹匣裡顺利上弹。

### 在枪机闭锁时装弹匣改装
因SKS特殊的枪机设计，枪机在进弹时将卡在弹仓（弹匣）里。直到发射后，枪机开锁并后座，才从弹仓退出。因此SKS在枪机关闭时是不能更换及安装弹匣。但在改装后，将枪机上与弹仓相对应的卡榫磨掉，这样就可以在枪机锁上时更换及安装弹匣。

### 觇孔瞄准器
这是一家公司对SKS的改装，装上改装件后，SKS的瞄准器将从缺口瞄准改為觇孔瞄准，此举有可能提高SKS的精准度。

## 使用者
- 阿富汗
- 阿尔巴尼亚
- 阿尔及利亚
- 安哥拉
- 亞美尼亞—繼承自前蘇聯。
- —繼承自前蘇聯。

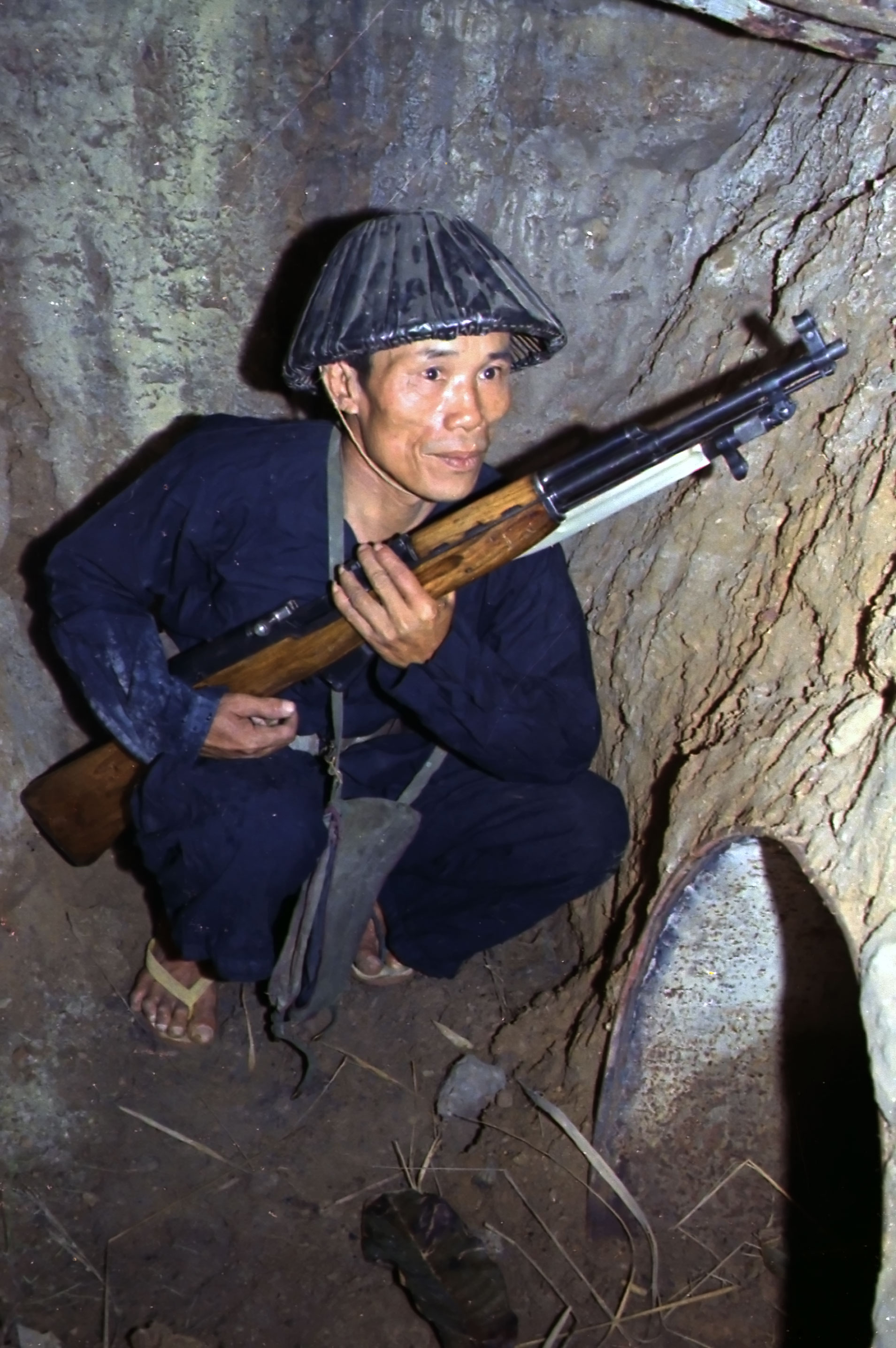
越南南方民族解放陣線戰士使用SKS

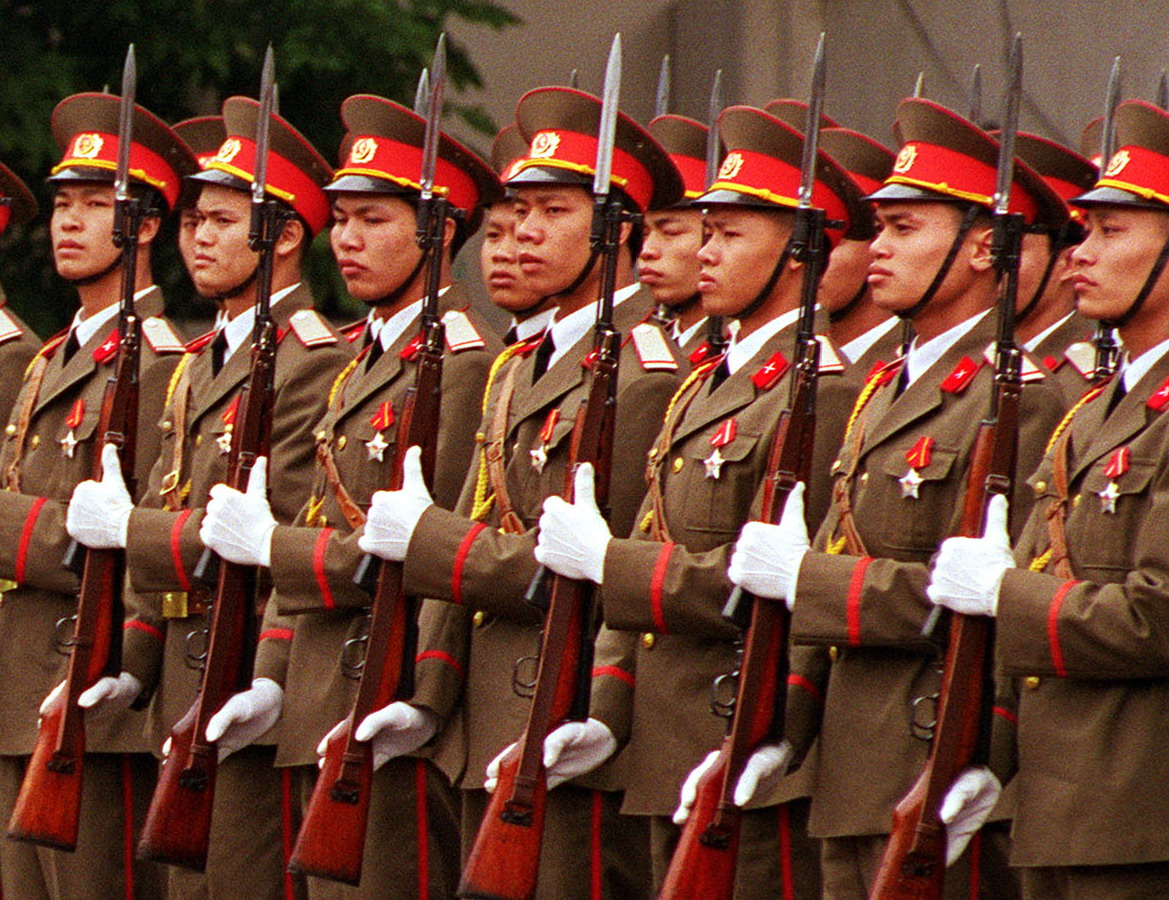
越南士兵與SKS

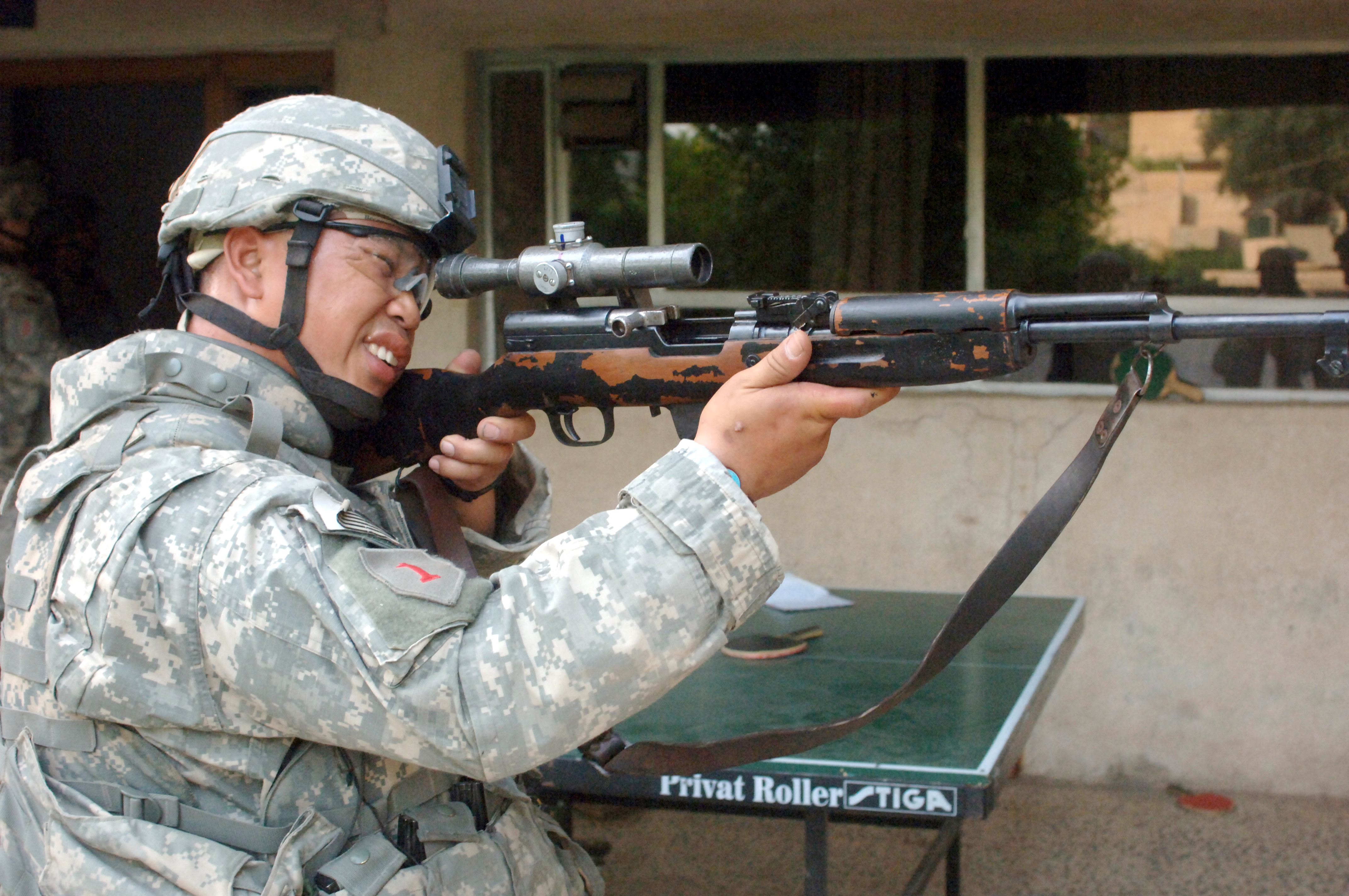
美軍士兵與繳獲的SKS（留意槍上裝上了PSO-1光學瞄準鏡）

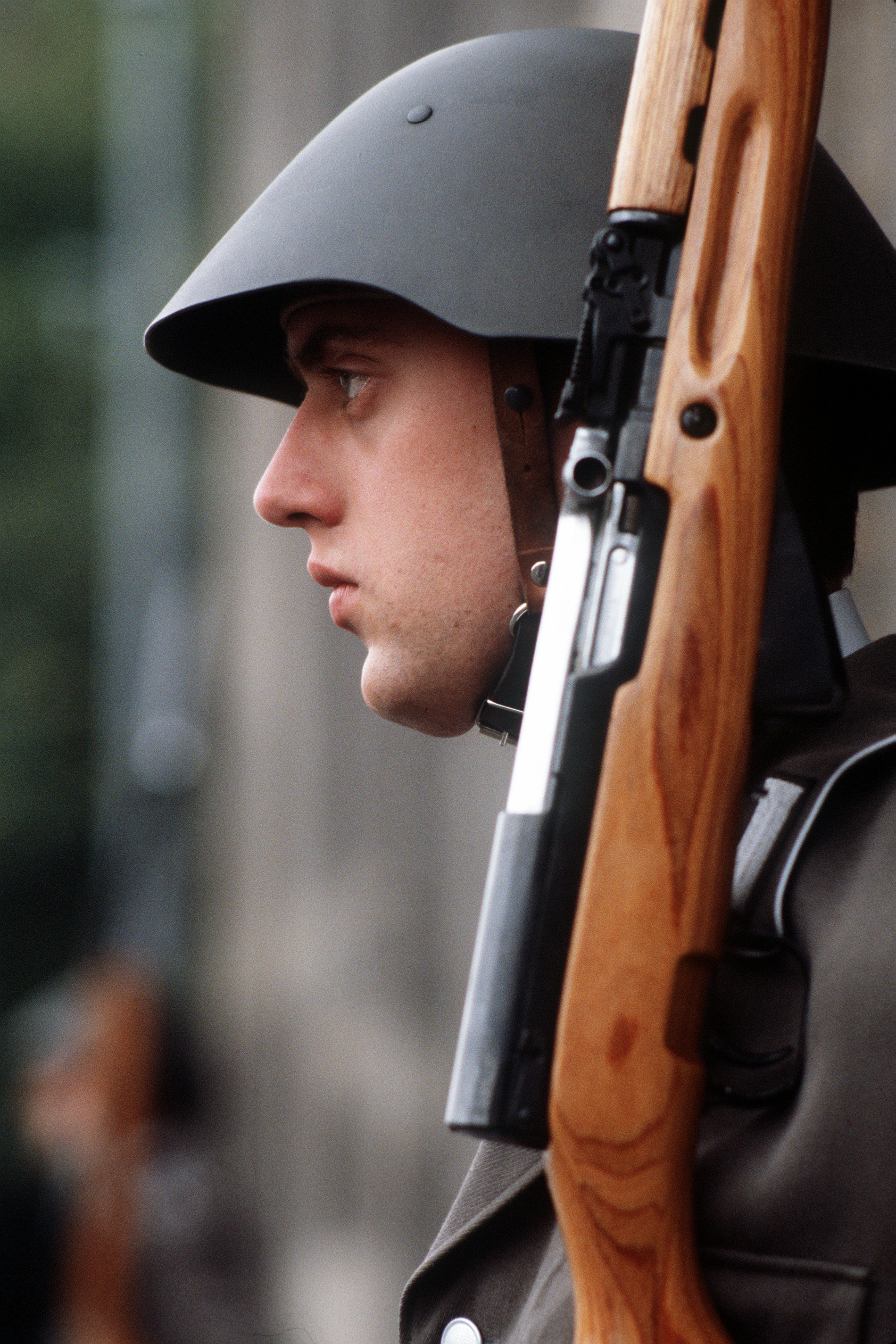
東德軍校生

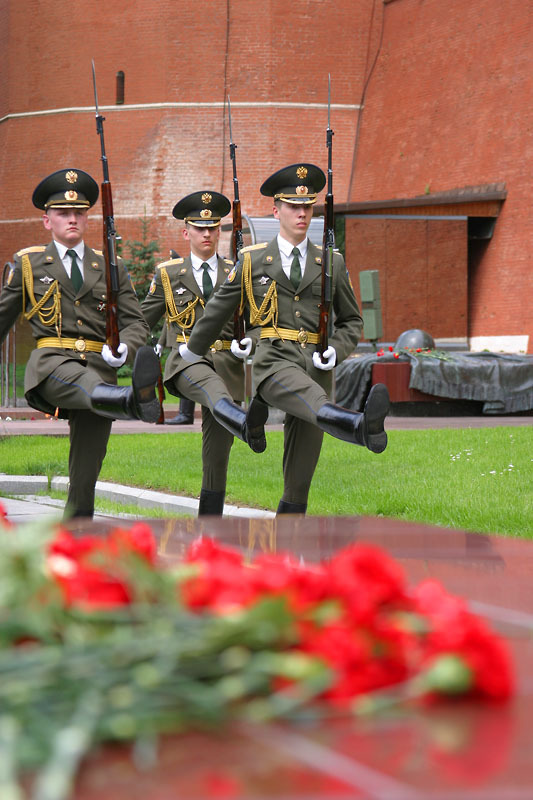
俄軍儀仗隊

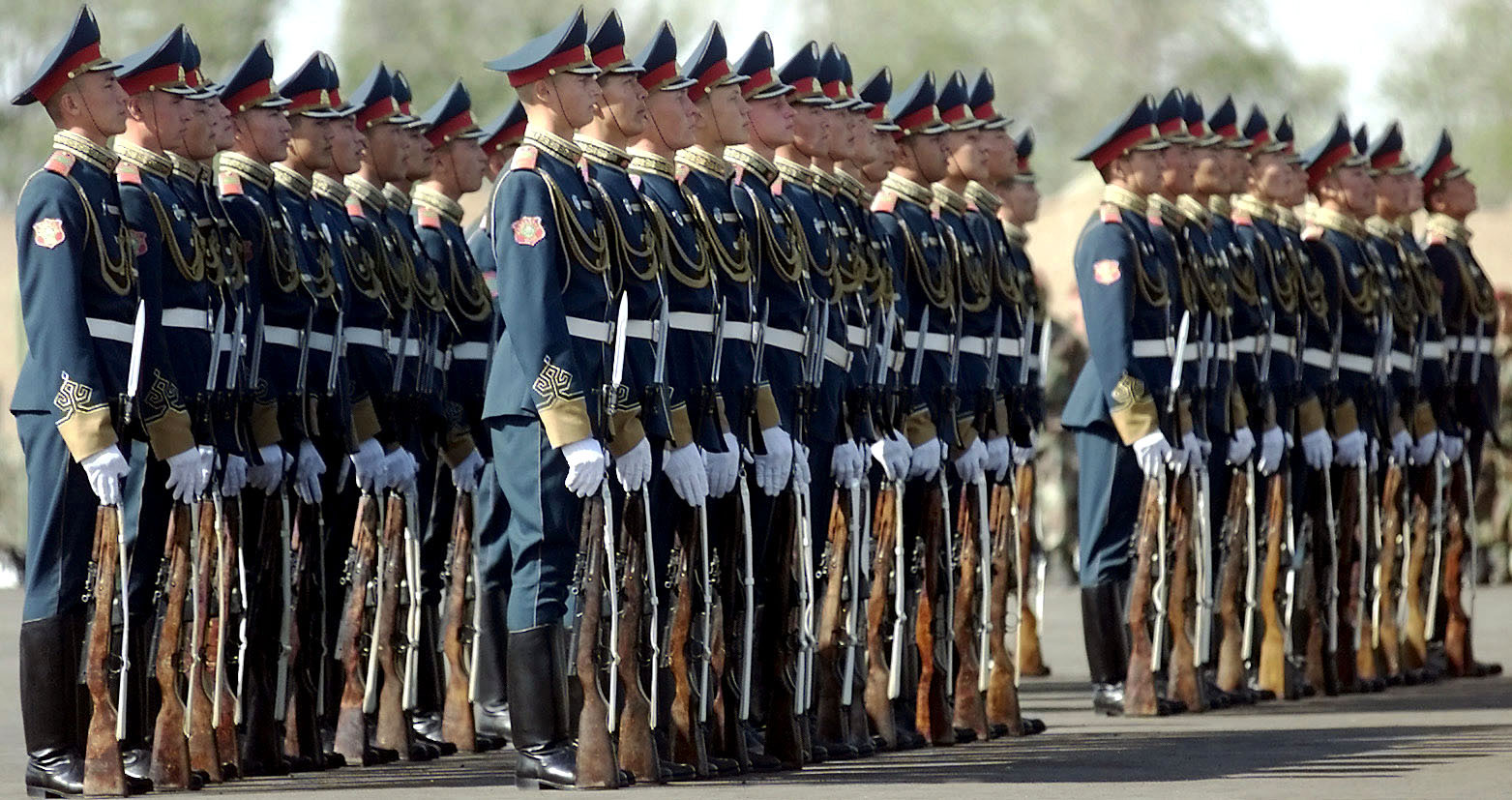
哈薩克共和衛隊

- 白俄羅斯—繼承自前蘇聯，目前仍用於儀仗軍。
- 保加利亚
- 柬埔寨
- 中华人民共和国：本土生產，命名為“56式半自動步槍”。
  -  香港：僅香港海關及入境事務處配備，並採用上述版本，作為儀仗用槍。
- 古巴
- 捷克
- 埃及
- 赤道几内亚
- 爱沙尼亚—繼承自前蘇聯，目前已退役。
- 衣索比亞
- —繼承自前蘇聯。
- 几内亚
- 匈牙利
- 印度尼西亞
- 伊拉克
- —繼承自前蘇聯。
- —繼承自前蘇聯。
- 黎巴嫩
- 利比亞
- 北馬其頓
- 马达加斯加
- 馬爾他
- 摩尔多瓦—繼承自前蘇聯。
- 蒙古国
- 莫桑比克
- 緬甸
- ：本土生產，命名為“63式步槍”，大多已退役或封存，目前主要配發工農赤衛隊與儀仗隊使用。
- 阿曼
- 巴基斯坦
- 波蘭：本土生產。
- 羅馬尼亞：本土生產。
- 俄羅斯—繼承自前蘇聯，目前仍用於儀仗軍。
- 卢旺达
- 聖多美和普林西比
- 塞爾維亞
- 塞舌尔
- 斯洛維尼亞
- 斯里蘭卡
- 索馬利蘭
- 苏丹
- 叙利亚
- —繼承自前蘇聯。
- 坦桑尼亚
- 多哥
- 德涅斯特河沿岸—繼承自前蘇聯。
- —繼承自前蘇聯。
- 乌干达
- 乌克兰—繼承自前蘇聯。
- 乌拉圭
- 越南
- 葉門
- 尚比亞
- 辛巴威

### 前使用國
- 捷克斯洛伐克社會主義共和國
- 东德：本土生產。
- 羅德西亞
- 苏联
- 南斯拉夫社會主義聯邦共和國：本土生產。

## 流行文化

### 電子遊戲
- 2011年—：型號為南斯拉夫M59/66，命名為「SKS」。使用了聚合物製槍身並裝有手槍握把，供彈具為20發容量的可拆式彈匣。被歸類為精確射手步槍。只於聯機模式登場，為偵察兵的解鎖武器。
- 2013年—：型號為南斯拉夫M59/66，命名為「SKS」，換上了聚合物製槍身並裝上手槍握把和M4卡賓槍的伸縮式槍托，亦改以可拆式彈匣供彈，載彈量為20+1發，被歸類為特等射手步槍。只於聯機模式登場，為所有兵種解鎖武器。
- 2013年—《DayZ》：命名為SKS。
- 2014年—《叛亂（英语：Insurgency (video game)）》：型號為北方工業SKS-D，以20發AK可拆式彈匣供彈，命名為“SKS”，為叛軍專用武器。
- 2015年—《戰術小隊》：型號為SKS，裝有可使用的摺疊式刺刀，由叛軍和民兵所使用。
- 2016年—《戰地之王》：命名為「SKS 西蒙諾夫」，型號為南斯拉夫M59/66。使用30容量可拆式弹匣，值得一提的是遊戲中僅能以全自動方式射擊。
- 2016年—《逃離塔科夫》：命名為「SKS」，可更改槍口、槍管、槍托握把、彈匣及瞄準器等配件。
- 2017年—《絕地求生》：命名為「SKS」（中文：「SKS狙擊槍」），外观类似美国民间修改版本。雖然名為狙擊槍，實則是被定位成一把精確射手步槍（Designated Marksman Rifle，簡稱：DMR），使用7.62mm口徑子彈，裝彈量為10發（若有擴容彈匣，則裝彈量為20發），可配備：所有步槍槍口及彈匣、所有握把、所有瞄具、托腮板。在中国大陆，由于卢本伟外挂纷争，亦被称作“佛祖枪”、“科技枪”。
- 2018年—《叛乱：沙漠风暴》：建模主要参考北方工业SKS-D步槍，增加了弹夹槽和空仓挂机（北方工业SKS-D因为改用AK弹匣而取消了这两项设计），在游戏中称为“SKS”，花费2点补给点装备，由叛乱分子阵营所使用。
  - 游戏中默认使用20发弹匣（在游戲中能與AK步槍通用，可花费1點/3點补给点以升級爲30发弹匣/50發彈鼓），可安裝前握把、光学瞄具、激光指示器、手电及槍口配件
- 2019年—：第三季新增武器，型號為南斯拉夫M59/66，命名為「SKS」，預設配備聚合物製槍身並裝上手槍握把和金屬骨架式槍托，亦改以20發可拆式彈匣供彈。可作定制改裝改用傳統木製槍身及10發／30發彈匣。
- 2021年—《孤岛惊魂6》：命名為「SKS」，可於升級後的商店購買或是開啟武器箱取得，沒有裝備刺刀。可改裝槍口抑制器、瞄具、雷射指示器。
- 2021年—《應徵入伍》：在遊戲中為活動武器，型號為SKS.30和SKS.44。